# Can't Get Enough (Eddy Grant)
Can't Get Enough è il quarto album in studio del cantante guyanese naturalizzato britannico Eddy Grant, pubblicato nel 1981.

## Tracce
1. Do You Feel My Love – 3:01
2. Time to Let Go – 4:47
3. That Is Why – 4:28
4. I Love to Truck – 6:07
5. Can't Get Enough of You – 4:21
6. Give Yourself to Me – 3:37
7. I Love You, Yes I Love You – 3:52
8. Kill 'Em with Kindness – 4:29
9. California Style – 4:04